# 眼斑無鬚䲁
眼斑無鬚鳚（学名：Ecsenius oculus），又名眼斑異齒鳚、狗鰷，为條鰭魚綱鳚形目鳚科異齒鳚屬下的一个种。该物种主要分布于西太平洋琉球群島、臺灣南部及菲律賓海域的珊瑚礁中，深度4至15公尺，本魚體延長，稍側扁，似圓柱狀，頭鈍短，前鼻孔具1鼻鬚，無眼上鬚及頸鬚，側線無成對側線孔，齒骨後方具犬齒0-1個，體色黃褐色，身體兩側有三對或更多對深色圓形斑點，邊緣淺色，背鰭硬棘12枚、背鰭軟條12-15枚、臀鰭硬棘2枚、臀鰭軟條14-17枚，體長可達7公分，棲息在沿海礁石區，以藻類為食，具領域性，雌魚產附著性卵，雄魚會守護卵，生活習性不明，可做為觀賞魚。